# 航空保安施設

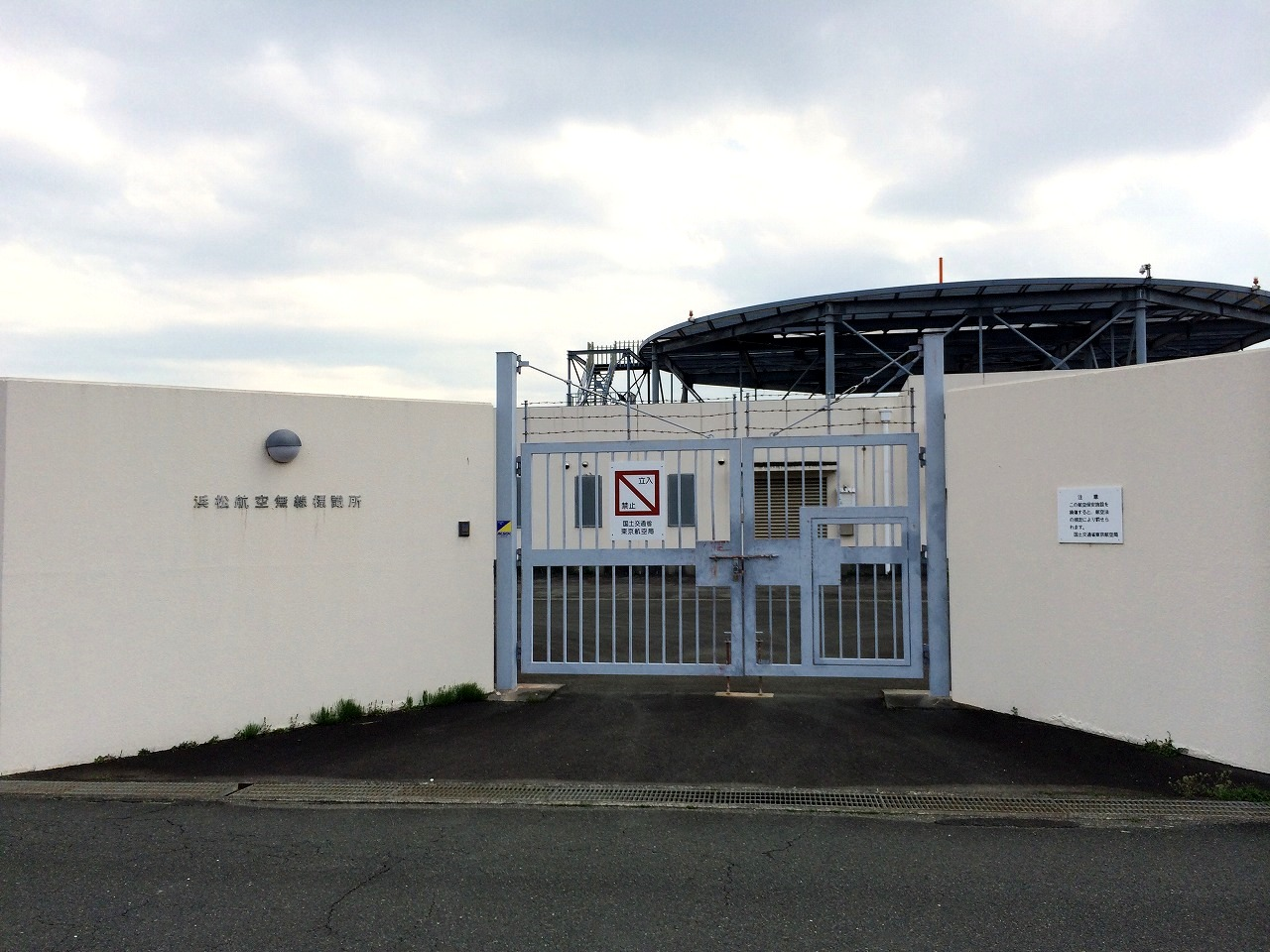
航空保安施設の一例(浜松航空無線標識所)

航空保安施設（こうくうほあんしせつ）は、航空機の航行を援助するための無線施設、灯火、標識などの総称である。名称から「空港の警備や整備を行う施設」と誤解されることがあるがそうではない。航空保安関連施設とも呼ばれる。
日本の航空法では、第2条第5項に「電波、灯光、色彩または形象により航空機の航行を援助するための施設で、国土交通省令で定めるものをいう」と定義されている。
この省令にあてはまる航空法施行規則第1条では、電波により航空機の航行を援助するための施設を航空保安無線施設と、灯光により航空機の航行を援助するための施設を航空灯火と、昼間において航行する航空機に対し色彩又は形象により航行の障害となる物件の存在を認識させるための施設を昼間障害標識と規定している。

## 航空保安施設の種類

### 航空保安無線施設
- 無指向性無線標識 (NDB; Non-Directional Beacon)
- 超短波全方向式無線標識 (VOR; VHF Omnidirectional Range)
- 戦術航法装置 (TACAN; Tactical Air Navigation)
- 計器着陸装置 (ILS; Instrument Landing System)
- 距離測定装置 (DME; Distance Measuring Equipment)
- 衛星航法補助施設 (SBAS; Satellite Based Augmentation System)、(GBAS;Ground-Based Augmentation System)、(ABAS;Airaraft-based augmentation system)

現在は以上の6種であるが、過去においてはレンジ(en:Low-frequency radio range)、Zマーカー、ロランA / Cも使用されていた。

### 航空灯火
- 航空灯台
- 飛行場灯火
- 航空障害灯

### 昼間障害標識[1]
- 塗色による昼間障害標識
- 旗による昼間障害標識
- 標示物による昼間障害標識

### その他
以下は航空法施行規則による航空保安施設ではないが、航空保安業務に関連する施設である
- 全地球測位システム (GPS; Global Positioning System)
- 飛行場標識施設
- 管制塔
- ターミナルレーダー施設
- 航空路管制施設
- 洋上管制施設